# Justice Wamfor
Justice Wamfor (Bafoussam, 5 augustus 1981) is een Kameroens voormalig voetballer. Zijn laatste club was Royal Antwerp FC waar hij tot 2013 speelde. Daarvoor speelde hij voor RC Genk en Germinal Beerschot. Met Genk werd hij in 2002 landskampioen, als rechtsachter. Wamfor is een rechtsvoetige, verdedigende middenvelder.
Hij speelde tot hiertoe 15 officiële wedstrijden voor het nationale elftal van Kameroen.

## Statistieken
| seizoen | club                   | land     | competitie         | wed. | goals |
| ------- | ---------------------- | -------- | ------------------ | ---- | ----- |
| 2000/01 | Racing Bafoussam       | Kameroen | Deuxième Division  | -    | -     |
| 2001/02 | RC Genk                | België   | Jupiler Pro League | 27   | 1     |
| 2002/03 | RC Genk                | België   | Jupiler Pro League | 16   | 0     |
| 2003/04 | RC Genk                | België   | Jupiler Pro League | 10   | 1     |
| 2004/05 | RC Genk                | België   | Jupiler Pro League | 29   | 0     |
| 2005/06 | RC Genk                | België   | Jupiler Pro League | 20   | 0     |
| 2006/07 | Germinal Beerschot     | België   | Jupiler Pro League | 21   | 1     |
| 2007/08 | Germinal Beerschot     | België   | Jupiler Pro League | 28   | 0     |
| 2008/09 | Germinal Beerschot     | België   | Jupiler Pro League | 16   | 1     |
| 2009/10 | Germinal Beerschot     | België   | Jupiler Pro League | 20   | 0     |
| 2009/10 | Germinal Beerschot     | België   | Play-Off II B      | 5    | 1     |
| 2010/11 | Germinal Beerschot     | België   | Jupiler League     | 25   | 0     |
| 2010/11 | Germinal Beerschot     | België   | Play-Off II B      | 1    | 0     |
| 2011/12 | Maccabi Petah Tikva FC | Israël   | Ligat Ha'Al        | 16   | 0     |
| 2011/12 | Antwerp FC             | België   | Tweede Klasse      | 11   | 1     |
| 2012/13 | Antwerp FC             | België   | Tweede klasse      | 8    | 0     |
|         |                        |          | Totaal             | 253  | 6     |

## Palmares
| Competitie        | Aantal   | Jaren    |
| KRC Genk          | KRC Genk | KRC Genk |
| ----------------- | -------- | -------- |
| Belgisch Kampioen | 1×       | 2001/02  |